# Prem Singh Tamang

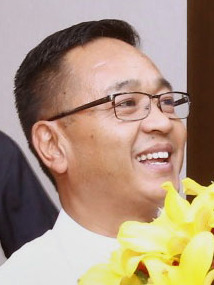
Prem Singh Tamang (2019)

Prem Singh Tamang (* 5. Februar 1968 in Chakhung, damals Königreich Sikkim, heute Indien), auch bekannt unter dem Namen Prem Singh Golay oder P. S. Golay, ist ein Politiker aus dem indischen Bundesstaat Sikkim. Seit dem 27. Mai 2019 ist er Chief Minister von Sikkim.

## Biografie

### Herkunft, Ausbildung und anfängliche politische Laufbahn
Prem Singh Tamang wurde als Sohn von Dhan Maya Tamang und Kalu Singh Tamang in einem kleinen Dorf im Westen Sikkims, nahe der Grenze zu Nepal geboren. Zu seiner Geburtszeit war Sikkim noch ein Königreich, allerdings unter indischem Protektorat (der endgültige Anschluss an Indien erfolgte 1975). Die grundlegende Schulbildung erhielt Tamang auf der Soreng Government School und anschließend besuchte er das Darjeeling College der University of North Bengal, wo er 1988 den Grad eines Bachelor of Arts (B.A.) erwarb. Von 1990 bis 1993 war er als Lehrer tätig, wandte sich dann aber der Politik zu und schloss sich der 1993 von Pawan Chamling gegründeten Sikkim Democratic Front (SDF) an. Die SDF gewann die Wahl zum Parlament von Sikkim im Jahr 1994, und Tamang wurde als Abgeordneter im Wahlkreis 7-Chakung in das Parlament von Sikkim gewählt. Diesen Wahlkreis gewann er auch bei den beiden folgenden Wahlen zum Parlament von Sikkim 1999 und 2004. In der neu gebildeten Regierung unter Chamling als Chief Minister wurde er Minister mit Zuständigkeit für Nutztierwirtschaft einerseits und religiöse Angelegenheiten andererseits. Auch in den beiden folgenden Regierungen Chamlings war er Minister (1999 bis 2004 für Nutztierwirtschaft, religiöse Angelegenheiten und Industrie, 2004 bis 2009 für Bauwesen und Wohnungen).

### Parteidissident und Gründung derSikkim Krantikari Morcha
Bei der Wahl zum Parlament von Sikkim im Jahr 2009 war Tamang als Kandidat der SDF den Wahlkreis 28 Upper Burtuk erfolgreich. Die SDF gewann bei dieser Wahl alle 32 Sitze im Parlament von Sikkim. Nach der Wahl wurde ihm kein Ministeramt mehr angeboten, sondern nur noch die Leitung einer Abteilung für Handel und Industrie, was er letztlich ablehnte. In der Folgezeit entwickelte er sich zunehmend zu einem Parteidissidenten und Kritiker der SDF-Regierung.
Am 21. Dezember 2009 fand eine Versammlung von Regierungsangestellten auf dem Rolu-Feld in West-Sikkim statt. Die Veranstaltung wurde später unter der Bezeichnung Rolu Picnic bekannt. Hier hielt Tamang eine Ansprache, in der er offen seine Unzufriedenheit mit der Regierung unter Chief Minister Chamling zum Ausdruck brachte. Dieses Ereignis markierte den offenen Bruch mit der SDF-Parteiführung. Trotzdem blieb er zunächst weiter Parteimitglied und behielt auch sein Abgeordnetenmandat. Die Anhänger Tamangs gründeten am 4. Februar 2013 eine neue Partei Sikkim Krantikari Morcha (SKM, ‚Revolutionsfront von Sikkim‘). Erste Parteivorsitzende wurde Bharati Sharma. P. S. Tamang schloss sich der neuen Partei am 6. Oktober 2013 an und wurde wenig später Parteipräsident.
Bei der Wahl zum Parlament von Sikkim am 12. April 2014 errang die SKM einen Achtungserfolg und gewann 10 der 32 Wahlkreismandate in Sikkim. Die SDF behauptete ihre Mehrheit und blieb weiter Regierungspartei. Tamang selbst kandidierte in zwei Wahlkreisen (28-Upper Burtuk und 13-Namthang-Rateypani) und gewann im erstgenannten das Mandat.

### Anklage und Haft
In der anschließenden Legislaturperiode zeigte sich, dass die neue Partei noch nicht innerlich stabil war. In den Jahren 2015 und 2016 liefen insgesamt sieben der zehn SKM-Abgeordneten zur Regierungspartei SDF über.
Während dieser Zeit wurde Tamang auch von einem Korruptionsskandal eingeholt, der sich während seiner Zeit als Minister 1994 bis 1999 ereignet hatte. Der ehemalige Chief Minister von Sikkim, Nar Bahadur Bhandari, hatte das Verfahren angestrengt. Es ging um finanzielle Unregelmäßigkeiten im Gegenwert von etwa 9,5 Lakh ₹. Nachdem Tamang durch ein Gericht in Sikkim wegen Zweckentfremdung von staatlichen Mitteln während seiner Amtszeit als Minister verurteilt worden war, musste er sein Abgeordnetenmandat in der Legislativversammlung von Sikkim am 13. Januar 2017 aufgeben. Das Urteil wurde durch das oberste Gericht Sikkims, den High Court of Sikkim, bestätigt und Tamang verbüßte anschließend eine einjährige Haftstrafe. Am 10. August 2018 wurde er wieder aus der Haft entlassen.

### Entwicklungen seit 2018
Die Verurteilung und Haft schadeten dem politischen Einfluss Tamangs nicht nachhaltig, sondern brachte ihm im Gegenteil noch zusätzliche Sympathien als vermeintlich von den Autoritäten Verfolgten ein. Er sammelte erneut seine Anhängerschaft und die SKM gewann bei der Parlamentswahl in Sikkim am 11. April 2019 17 der 32 Wahlkreise und damit eine knappe Mehrheit im Parlament. Am 27. Mai 2019 wurde Tamang durch den Gouverneur von Sikkim zum Chief Minister ernannt.
Ob Tamang längere Zeit in seinem Amt als Chief Minister würde verbleiben können, war zum Zeitpunkt seiner Ernennung unklar. Nach den indischen Wahlgesetzen muss ein Chief Minister, der nicht selbst der Legislativversammlung seines Bundesstaats oder Unionsterritoriums angehört, binnen 6 Monaten nach seiner Ernennung in einer Nachwahl in das entsprechende Parlament gewählt werden, um weiter im Amt bleiben zu können. Andererseits kann eine Person, die eine Haftstrafe verbüßt hat, für sechs Jahre nach dem Zeitpunkt der Haftentlassung nicht für ein politisches Amt kandidieren. Tamang hatte bei der Wahl 2019 auch nicht selbst kandidiert – nach Angaben seiner Partei verzichtete er darauf, um sich auf den Wahlkampf der SKM zu konzentrieren. Politische Kommentatoren mutmaßten, dass Tamang für den Fall eines erzwungenen Amtsverzichts eventuell seinen Sohn Aditya Tamang, der als SKM-Abgeordneter ins Parlament von Sikkim gewählt wurde, als seinen Stellvertreter oder Nachfolger im Amt des Chief Ministers installieren wolle. Tamang reichte am 6. Juli 2019 eine Eingabe bei der Indischen Wahlkommission ein, die Zeitdauer seiner Disqualifikation zu verkürzen, um ihm einen Verbleib im Amt des Chief Ministers zu ermöglichen. Am 29. September 2019 fällte die Wahlkommission ihr Urteil zugunsten Tamangs (unter anderem unter Berufung auf vorangegangene Präzedenzfälle) und verkürzte seine Sperrung für die Kandidatur bei Wahlen von sechs Jahren auf ein Jahr. Damit war Tamang die Teilnahme an den für den 21. Oktober 2019 in drei Wahlkreisen angesetzten Nachwahlen, als Voraussetzung für den Verbleib im Amt des Chief Ministers ermöglicht. Bei der Nachwahl gewann Tamang den Wahlkreis Poklok Kamrang mit großer Mehrheit.
Nach seiner Amtseinführung als Chief Minister kündigte Tamang an, das Central Bureau of Investigation (CBI), die indische Bundespolizeibehörde mit der Untersuchung von Korruptionsfällen aus den letzten 25 Jahren SDF-Regierung betrauen zu wollen.

## Privates
Tamangs Muttersprache ist das Nepalesische. Prem Singh Tamang war insgesamt dreimal verheiratet (mit Sarda Tamang, Bhakta Kumari Pradhan und Krishna Kumari Rai) und hat aus den drei Ehen drei Kinder.